# Robert Francis Furchgott

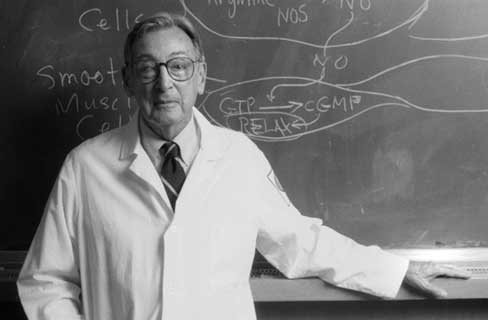
Robert Francis Furchgott

Robert Francis Furchgott (* 4. Juni 1916 in Charleston, South Carolina; † 19. Mai 2009 in Seattle, Washington) war ein US-amerikanischer Biochemiker und Nobelpreisträger.
Nach dem Besuch der High School in Orangeburg studierte er zunächst an der University of South Carolina, wechselte aber bereits nach einem Jahr an die University of North Carolina at Chapel Hill, wo er sich auf dem Gebiet der Physikalischen Chemie mit Cellulose befasste. Danach forschte er für seine Doktorarbeit an der Northwestern University an Erythrozyten. 1940 wechselte Furchgott an die Cornell University, wo er neun Jahre lang in der Arbeitsgruppe von Ephraim Schorr den Blutkreislauf erforschte. Es folgten Tätigkeiten als Hochschullehrer an der Washington University in St. Louis und der State University of New York.
Seit 1978 forschte er am so genannten Endothelium-derived relaxing Factor (EDRF), was letztlich zur Entdeckung der bedeutenden Rolle von Stickstoffmonoxid (NO) als Botenstoff im Herz-Kreislaufsystem führte. Für diese Arbeiten erhielt Furchgott 1991 einen Gairdner Foundation International Award, 1996 den Albert Lasker Award for Basic Medical Research und 1998 mit Louis J. Ignarro, der EDRF 1986 als Stickstoffverbindung erkannte, und Ferid Murad den Nobelpreis für Medizin.
Furchgotts Entdeckung, dass das Gas NO die Gefäße erweitern kann, lieferte die Erklärung für die therapeutische Wirkung von Nitroglycerin bei Angina Pectoris und hatte Anteil an der Entwicklung des Potenzmittels Viagra.
Er war seit 1990 Mitglied der National Academy of Sciences und seit 2000 der American Academy of Arts and Sciences.